# Tweehuizig
Bij tweehuizige (dioecische) planten komen de mannelijke en vrouwelijke geslachtsorganen niet op dezelfde plant voor. Er bestaan dus zowel mannelijke als vrouwelijke planten van deze soort.
Bij bloemplanten hebben de planten dan eenslachtige bloemen. Voorbeelden zijn de populier en de wilg. Door tweehuizigheid treedt altijd kruisbevruchting op. Een nadeel is dat alleen de vrouwelijke plant zaad vormt.
Bij de mossen, levermossen en hauwmossen is de "plant" de haploïde gametofyt. Bij tweehuizige mossen bevinden de geslachtsorganen (respectievelijk de mannelijke antheridia en de vrouwelijke archegonia) zich op verschillende planten.

## Voorkomen
Tweehuizigheid komt bij de naaktzadigen bij alle palmvarens (Cycadales), bij de Japanse notenboom (en rest van de verder uitgestorven familie Ginkgoaceae) en bij ettelijke Gnetopsida voor. Bij de Pinales komt tweehuizigheid zelden voor. 
Bij de bedektzadigen hebben rond de zeven procent van alle geslachten ten minste een tweehuizige soort. Rond zes procent van alle bedektzadige soorten zijn tweehuizig. De meeste tweehuizige geslachten hebben alleen tweehuizige soorten, slechts een derde van de geslachten heeft meer dan één geslachtelijke verdeling. Hoewel tweehuizigheid wijdverbreid is bij de bedektzadigen komt dit maar bij ruim 40 procent van de families voor. 
Tweehuizigheid komt bij de tweezaadlobbigen iets vaker voor dan bij de eenzaadlobbigen. Bijzonder veel tweehuizige soorten komen voor bij de Lauraceae, Menispermaceae, Myristicaceae, Euphorbiaceae, Moraceae en Urticaceae.
Kenmerken die bovenmatig vaak voorkomen bij tweehuizige planten zijn in afnemende hoeveelheid: eenhuizigheid bij verwante soorten, klimmende groei, verspreiding van de zaden door dieren (zoöchorie), niet-dierlijke bestuiving (windbestuiving en bestuiving door water), struikachtige groei en verspreiding in de tropen. Heterotroof zijn slechts vier procent van de tweehuizige geslachten, in deze groep is tweehuizigheid overaanwezig met 43 van in totaal 135 heterotrofe geslachten.

## Mossen en algen
Bij mossen en veel algen betekent tweehuizig dat slechts vrouwelijke of mannelijke voortplantingsorganen (bijvoorbeeld archegonia of antheridia) aanwezig zijn op verschillende planten. De term heeft hier dus betrekking op de haploïde gametofyt en niet op de diploïde sporofyt. In het geval van tweehuizige mossen hebben de zaadcellen het moeilijker de archegonia met de eicel te vinden, dan bij eenhuizige planten. Tweehuizige soorten hebben dan ook minder vaak sporenkapsels dan de eenhuizige soorten, en vermenigvuldigen zich dan ook vaker vegetatief.

## Genetische bepaling van tweehuizigheid
Bij de meeste tweehuizige soorten bepaalt het geslachtschromosoom of de plant mannelijk dan wel vrouwelijk is. Bij de meeste soorten zijn de mannelijke planten heterogametisch XY en de vrouwelijke planten homogametisch XX. Uitzonderingen waarbij de mannelijke plant homogametisch is, zijn Potentilla fruticosa en het geslacht Cotula. Het genetisch bepaalde geslacht kan echter door milieu-invloeden tenietgedaan worden. Zo kan de genetisch vrouwelijke komkommerplant zowel mannelijke als vrouwelijke bloemen vormen door bespuiting met zilvernitraat.
Tweehuizigheid is bij de zaadplanten een afgeleid kenmerk (apomorfie). Bij vele eenslachtige planten komen rudimentaire organen van het andere geslacht voor. De eenslachtigheid ontstaat door onderdrukking van de vorming van organen van het andere geslacht: vrouwelijke planten zijn mannelijk steriel, de mannelijke planten zijn vrouwelijk steriel. Mannelijke steriliteit ontstaat meestal door reductie van de meeldraden, kleine staminodiën genaamd; bij vrouwelijke steriliteit zijn geen stempels (pistillodium) aanwezig.

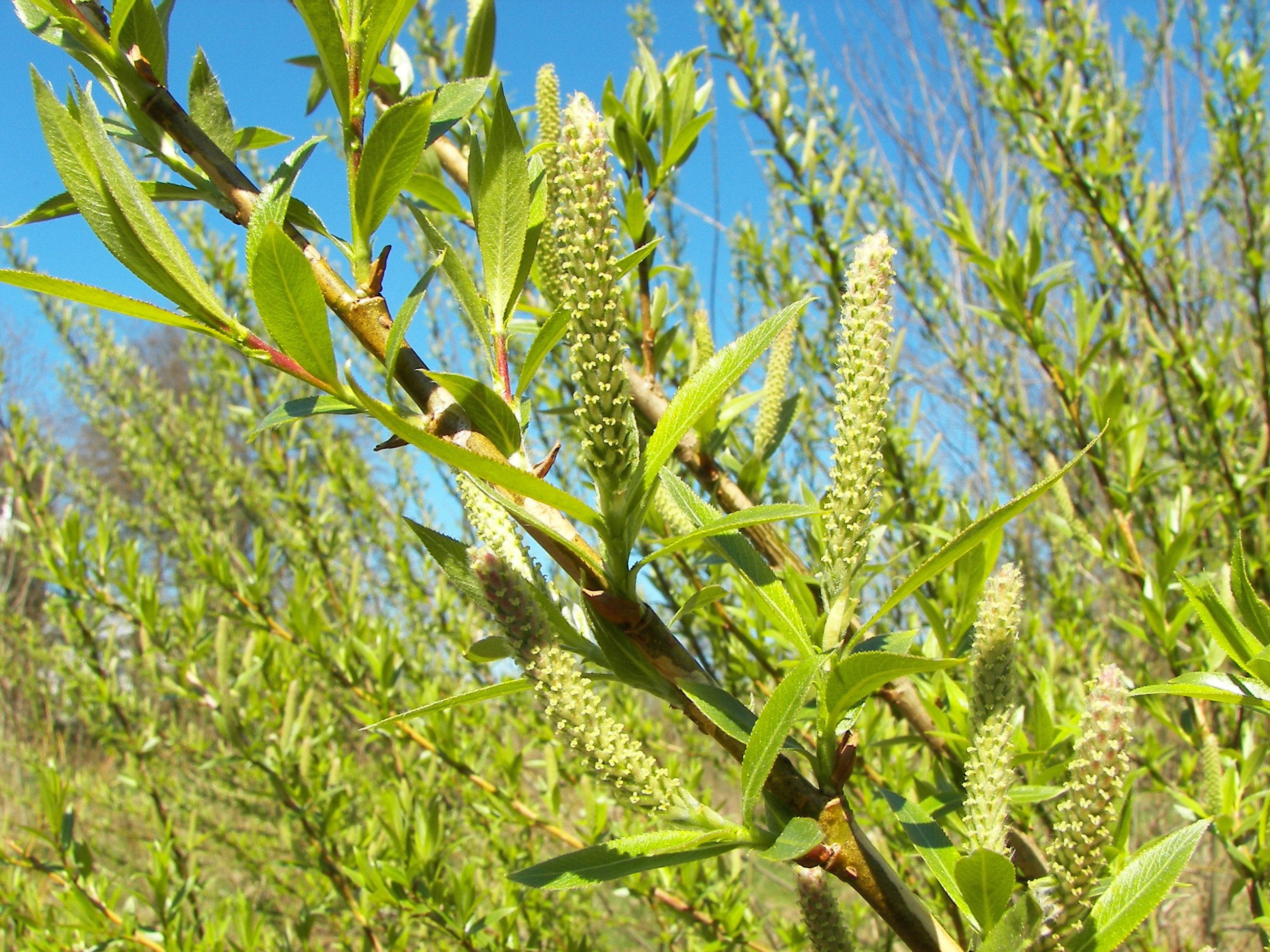
Vrouwelijke katjes van de schietwilg
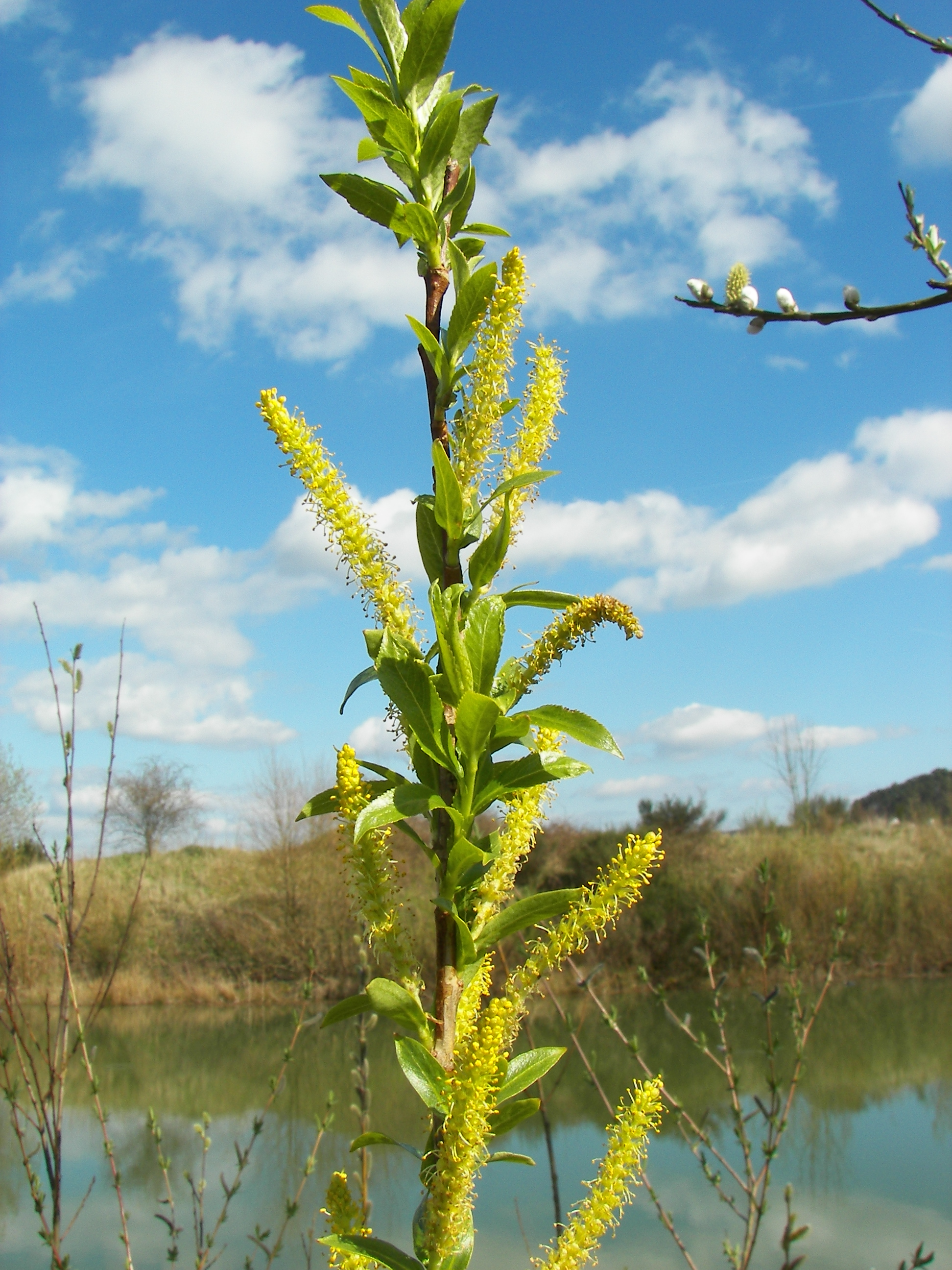
Mannelijke katjes van de schietwilg
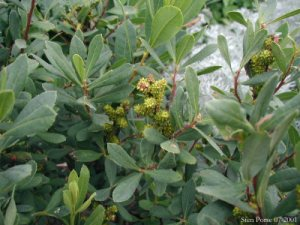
Wilde gagelstruik met onrijpe vruchten
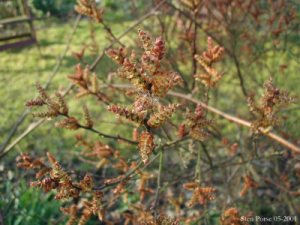
Wilde gagelstruik met mannelijke katjes
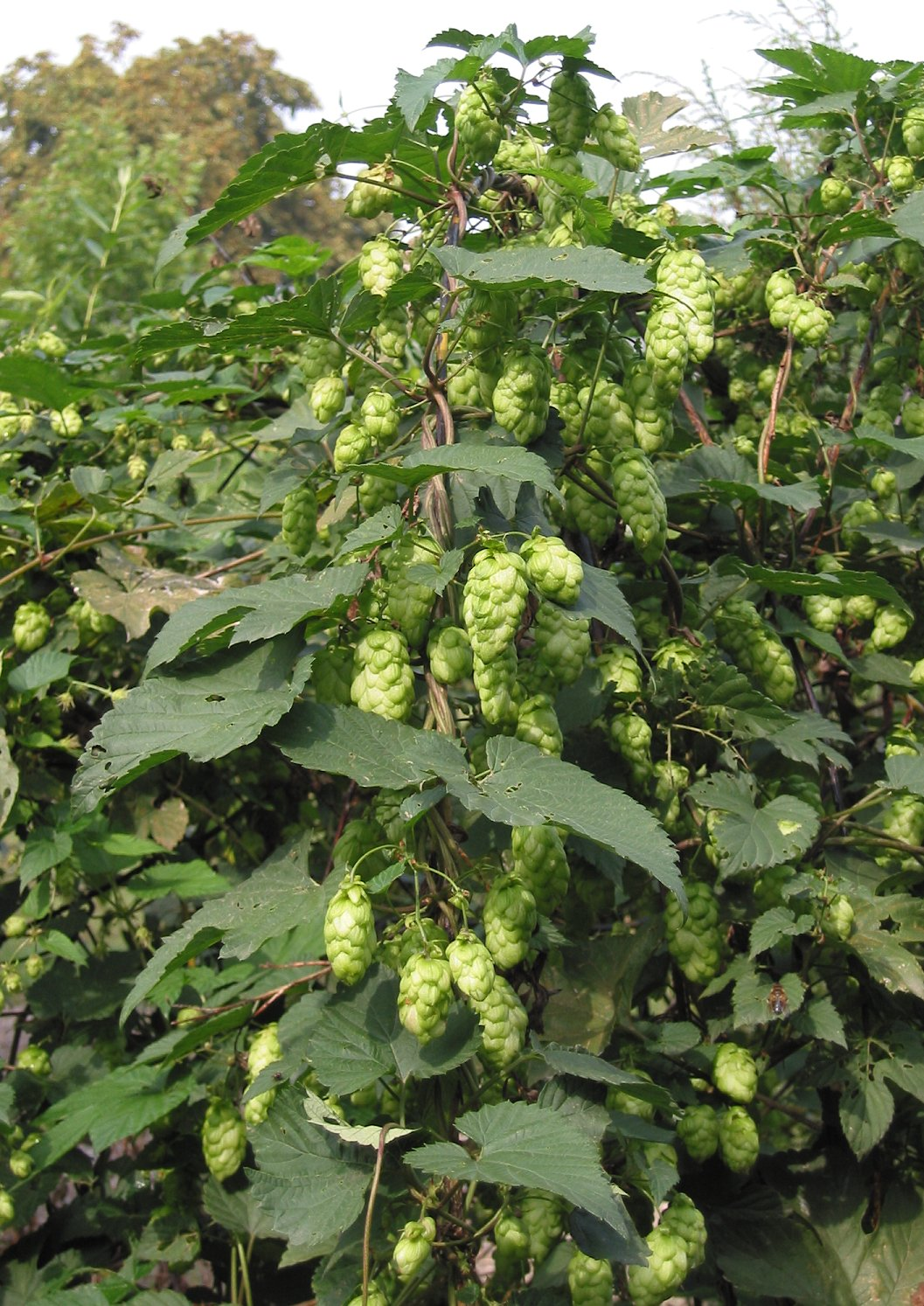
Vrouwelijke hopbloemen op een vrouwelijke plant
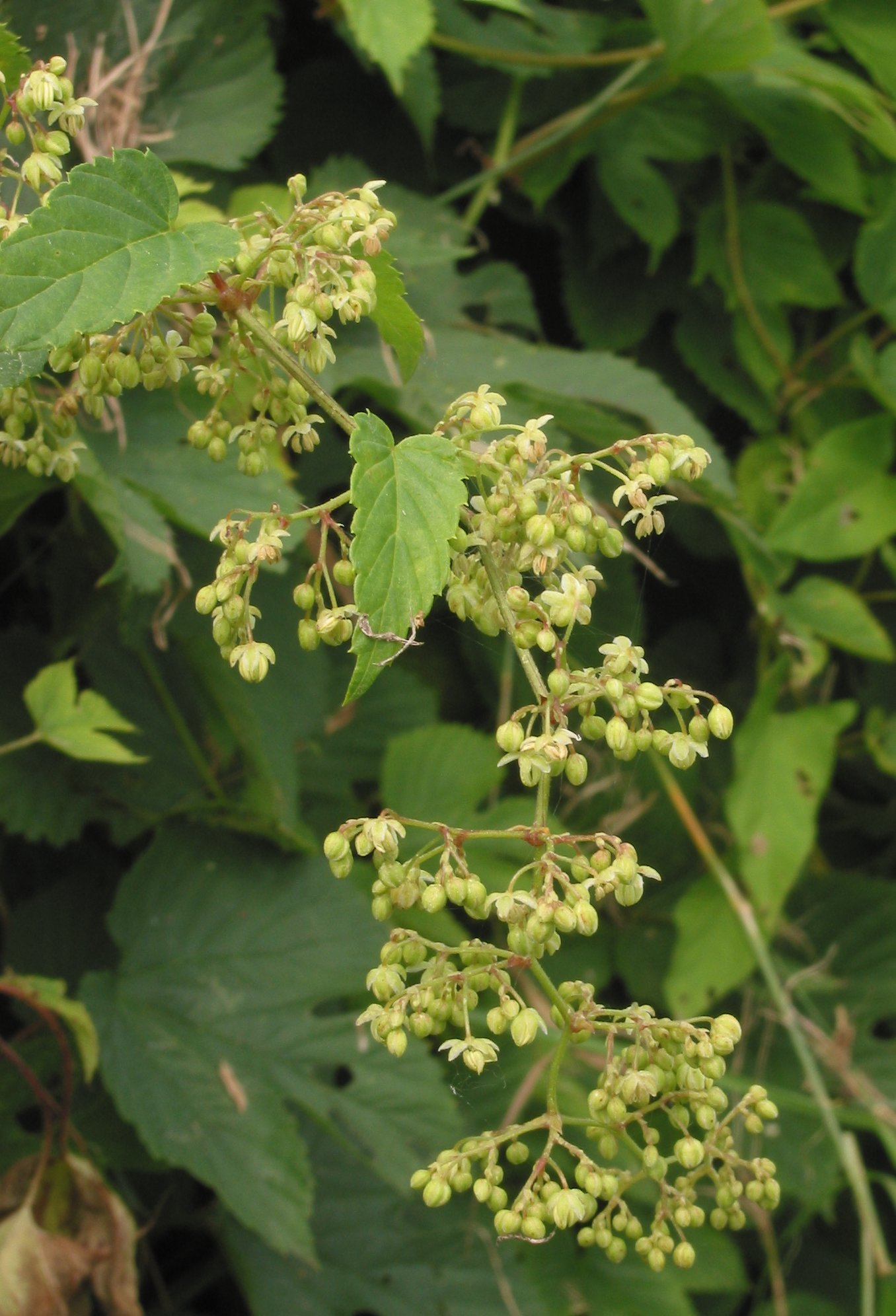
Mannelijke hopbloemen op een mannelijke plant
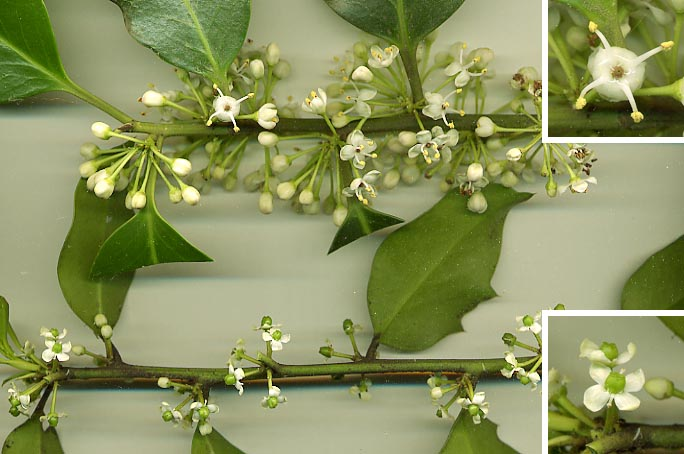
Hulst: boven mannelijke bloemen van een mannelijke struik, onder vrouwelijke bloemen van een vrouwelijke struik